# Witalij Chłopin
Witalij Grigorjewicz Chłopin (ros. Виталий Григорьевич Хлопин, ur. 14 stycznia?/26 stycznia 1890 w Permie, zm. 10 lipca 1950 w Leningradzie) – radziecki radiochemik.

## Życiorys
Urodził się w rodzinie politycznego zesłańca. Dzieciństwo spędził w Moskwie, Derpcie (obecnie Tartu) i Odessie, w końcu 1904 wraz z rodziną przeniósł się do Petersburga, gdzie w 1908 ukończył ze złotym medalem gimnazjum. Studiował na Wydziale Fizyczno-Matematycznym Uniwersytetu Petersburskiego, w 1912 uzyskał dyplom i został wykładowcą na katedrze chemii nieorganicznej. Od 1915 pracował w laboratorium radiologicznym Akademii Nauk, w latach 1917-1924 był asystentem na katedrze chemii ogólnej Uniwersytetu Piotrogrodzkiego. W 1922 z inicjatywy Wiernadskiego i przy udziale Chłopina został założony Instytut Radowy, zajmujący się zagadnieniami promieniowania i promieniotwórczości; dyrektorem instytutu został Wiernadski, a zastępcą dyrektora Chłopin. Jednocześnie w 1924 został adiunktem Leningradzkiego Uniwersytetu Państwowego. Od 1939 był członkiem rzeczywistym Akademii Nauk ZSRR i dyrektorem Instytutu Radowego, po ataku Niemiec na ZSRR ewakuowany do Kazania (do 1945). Po wojnie zajmował się badaniami nad plutonem i uranem oraz pracami nad bronią atomową. 

## Odznaczenia i nagrody
- Medal Sierp i Młot Bohatera Pracy Socjalistycznej (29 października 1949)
- Order Lenina (trzykrotnie, 10 marca 1947, 21 marca 1947 i 29 października 1949)
- Nagroda Stalinowska I klasy (dwukrotnie, 1943 i 1949)
- Nagroda Stalinowska III klasy (1943)

I medale.